# 오카자키 가즈야
오카자키 가즈야(일본어: 岡﨑 和也, 1991년 7월 28일 ~ )는 일본의 전 축구 선수이다.

## 구단 경력
과거 파지아노 오카야마에서 활동하였다.